# Colas Rail
Colas Rail est une entreprise française de travaux publics, spécialisée dans les travaux ferroviaires, filiale à 100 % du groupe Colas (groupe Bouygues). Elle réalise des projets dans les domaines de la voie ferrée (voies avec et sans ballast), l’électrification (sous-stations, caténaires), la signalisation, le contrôle, les communications, les équipements électromécaniques, du génie civil ferroviaire ainsi que des activités de maintenance de matériel roulant et de gestions des infrastructures. Ses compétences couvrent tous les types de transport ferré, des systèmes de transports urbains (métro, tramway) aux lignes à très grande vitesse.
Colas Rail est née de la fusion-absorption le 31 janvier 2008 des entreprises Seco-Rail (acquise par Colas en octobre 2000) et Spie Rail (acquise par Colas en mai 2007).
Colas Rail est également un opérateur ferroviaire et assure la traction de trains de fret, notamment en Grande-Bretagne.

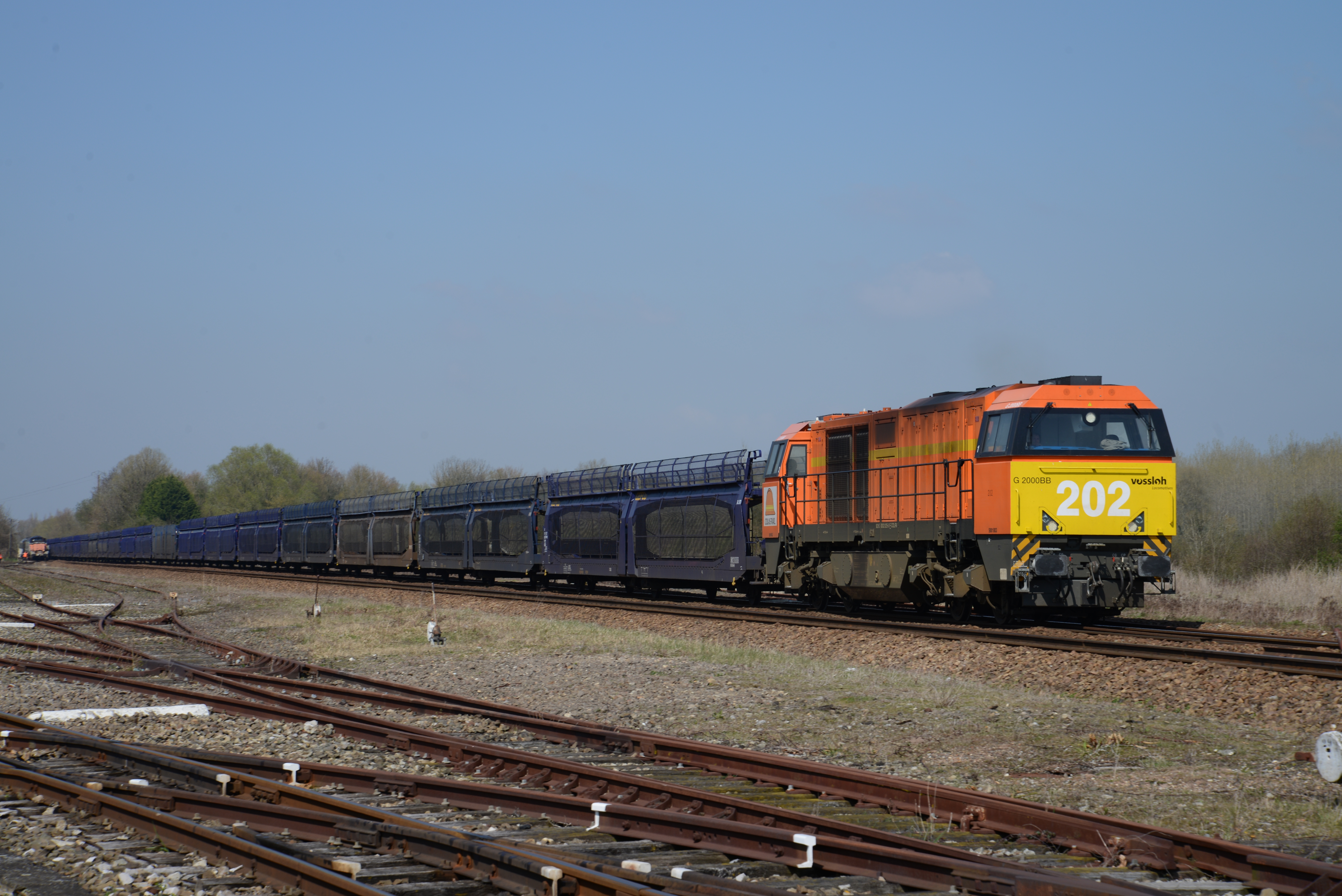
G 2000 202 de Colas-Rail à Noyelles-sur-Mer.

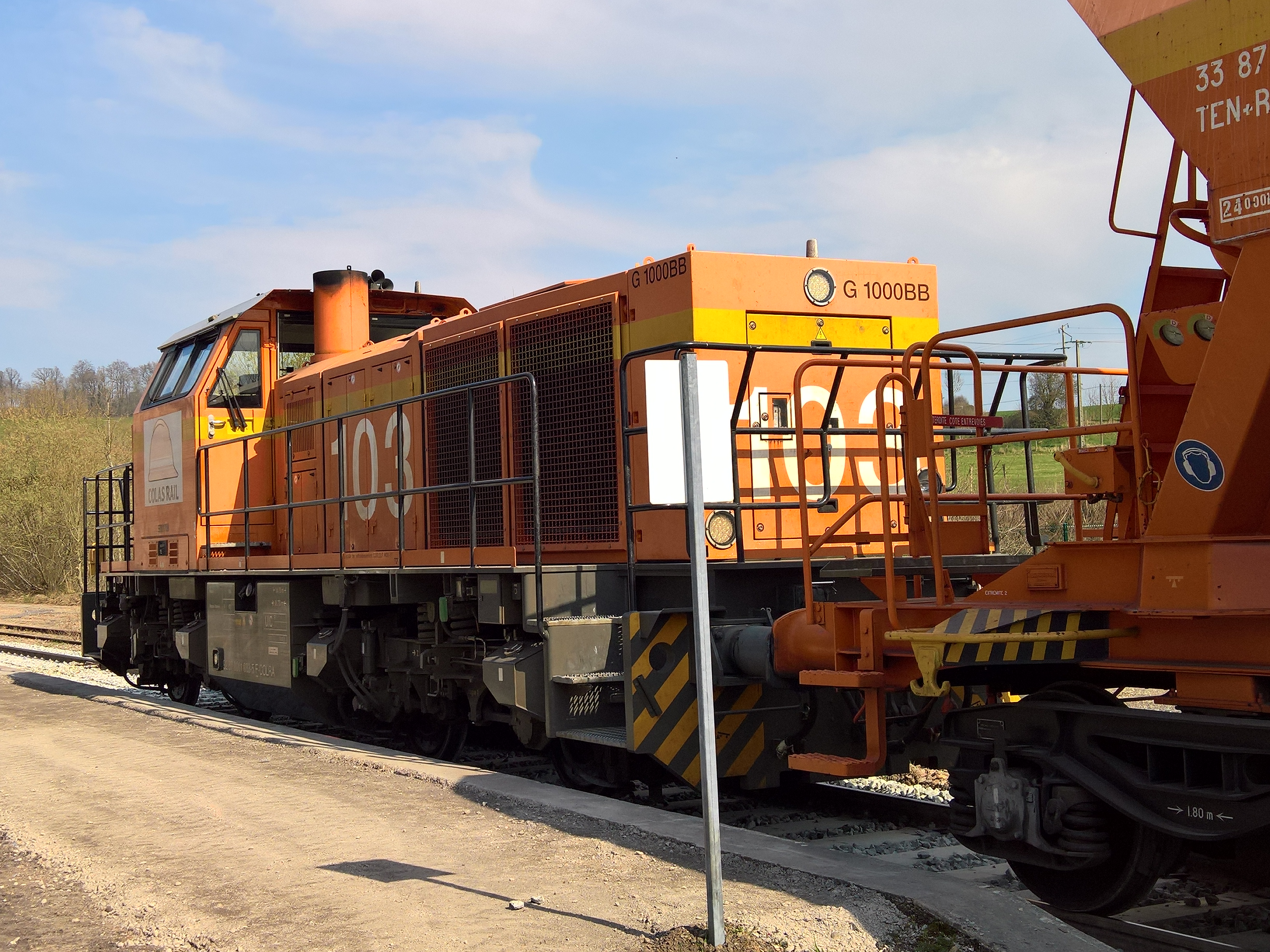
G 1000 BB n°103 Vossloh

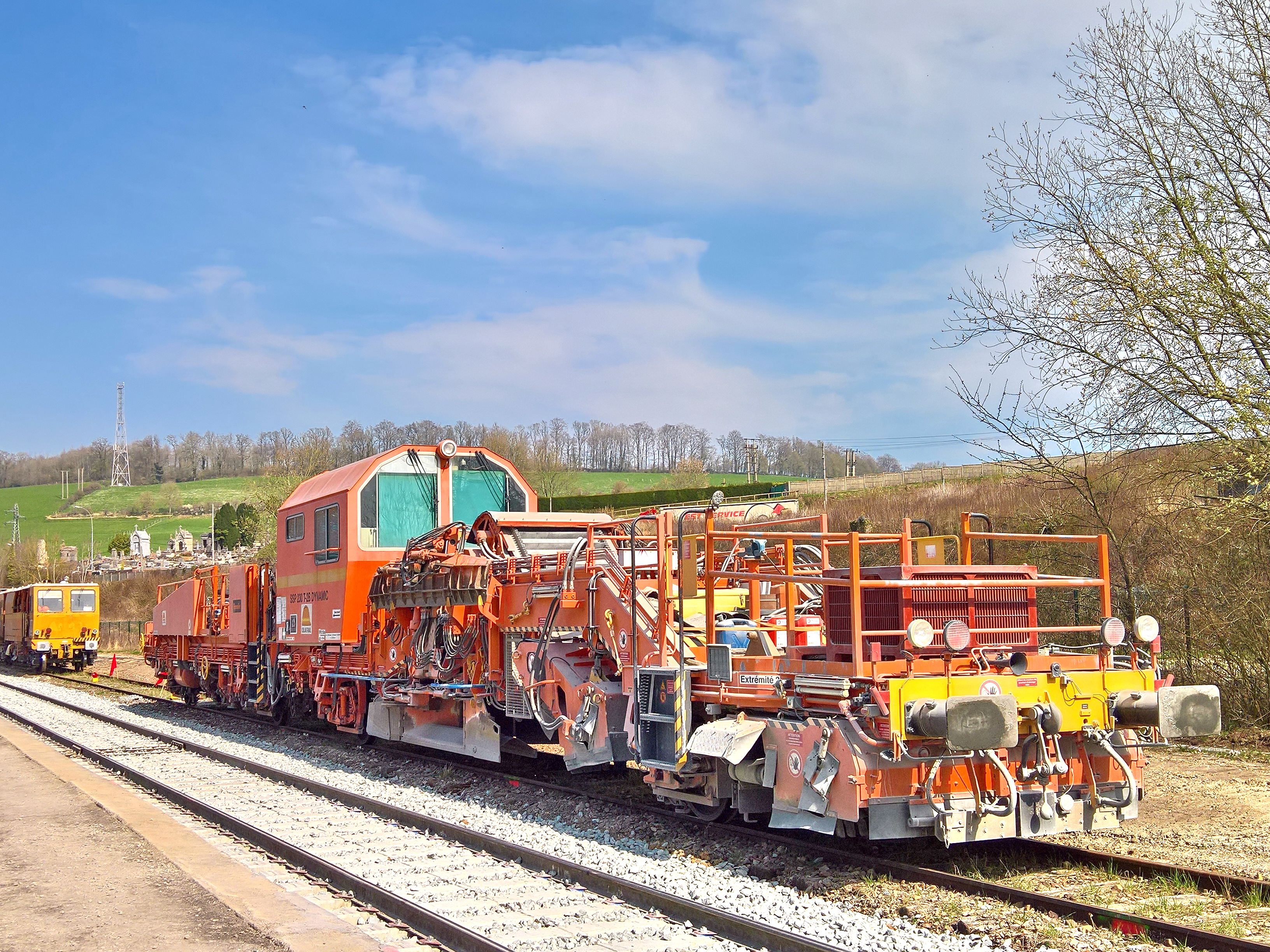
Régaleuse SSP 230 T-2B Dynamic

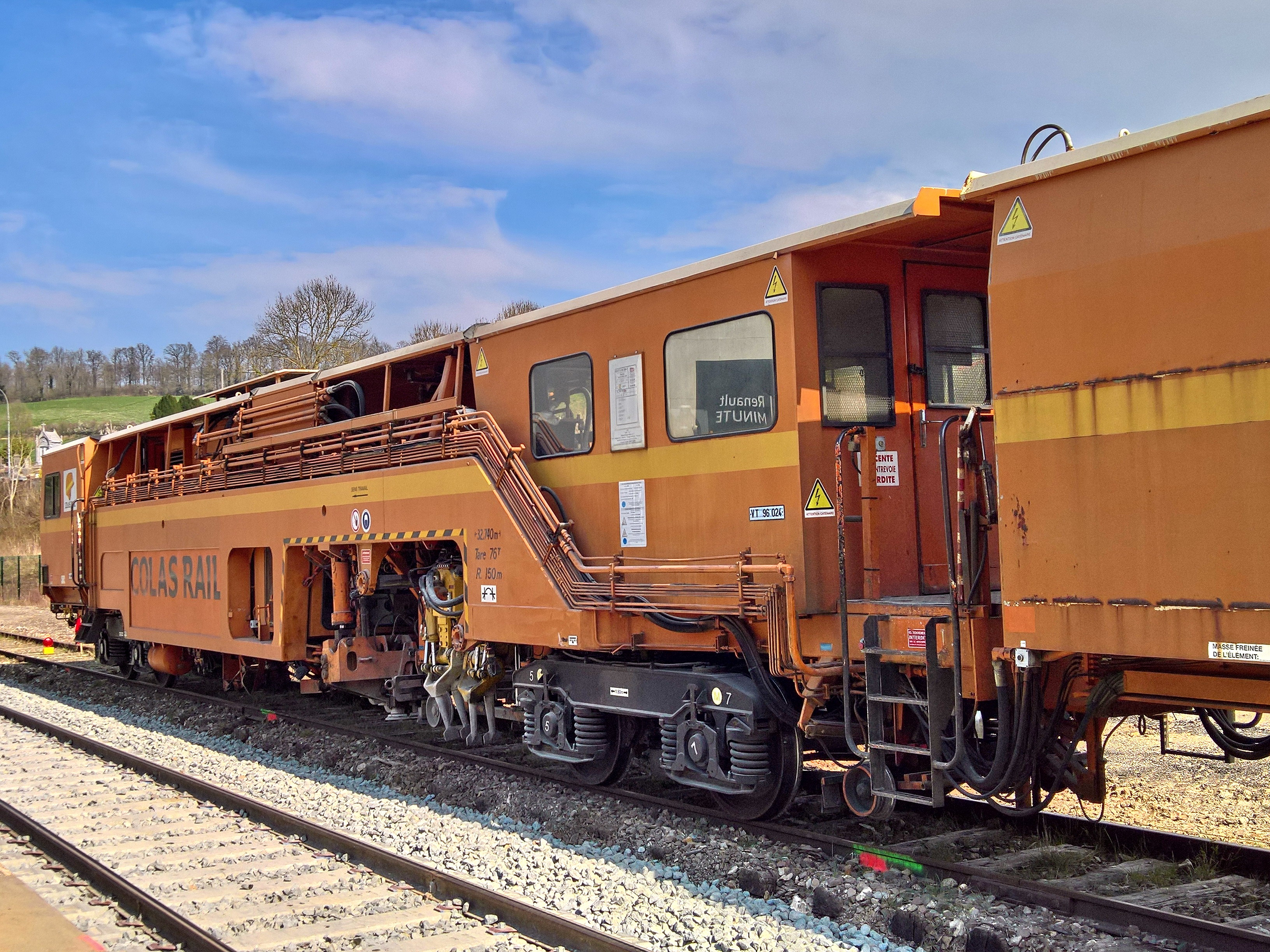
Bourreuse

## Histoire de l'entreprise
Colas Rail est née en 2008 de la fusion des entreprises Seco-Rail et Spie Rail dont l'histoire remonte à plusieurs dizaines d'années.

### Histoire de SECO-RAIL

#### SECO
La société SECO (Société d’Études et de Construction d'Outillage) est créée le 16 avril 1931 pour construire et exploiter la première dégarnisseuse-cribleuse de ballast à grand rendement conçue par Maurice Lemaire, ingénieur de la voie à la Compagnie des chemins de fer du Nord, puis Ministre de la Construction et du Logement de 1953 à 1955. De principal entrepreneur de travaux de dégarnissage mécanique en France, la société SECO évolue dans les années 1950 vers la pratique de l’ensemble des travaux de pose, de renouvellement et d’entretien des voies ferrées.
Au début des années 1960, la société crée une briqueterie sur la commune de Pontailler-sur-Saône pour répondre aux besoins de produits en terre cuite de la région dijonnaise, auparavant alimentée par des entreprises éloignées. Malgré de gros investissements, cette usine est un échec et ne s'avère pas rentable, entrainant SECO dans des difficultés financières.
Face à ces difficultés financières, la société SECO est vendue en 1975 à l’entreprise Desquenne et Giral, la totalité des parts des actionnaires étant cédée en 1977.

#### Desquenne et Giral

##### Origine de l'entreprise
Albert Giral, employé depuis 1933 de l'entreprise Dehé spécialisée dans les travaux ferroviaires, souhaite créer sa propre société afin de mieux mettre en œuvre ses idées. Exempté de mobilisation pour raison de santé en 1939, il réunit en 1944 ses économies, emprunte à sa famille et à des amis et décide de se lancer. Mais, à cette époque, il n’est pas possible de créer de nouvelles sociétés, cette mesure provisoire ayant été prise pour ne pas désavantager les prisonniers de guerre. Un ami commun, Robert Moinon, lui fait rencontrer Pierre Desquenne, entrepreneur de maçonnerie.
Au départ, la société à responsabilité limitée Pierre Desquenne, qui avait été créée en 1936 et qui employait une dizaine d'ouvriers, va ouvrir un secteur d’entretien de voies ferrées très modeste ; mais c’est l’époque de la reconstruction et le travail ne manque pas. L’entreprise se développe assez rapidement, elle recrute d'anciens collaborateurs de chez Déhé. En 1946, la société Pierre Desquenne devient « Desquenne et Giral ». Albert Giral et Pierre Desquenne sont cogérants.
Desquenne et Giral va connaître une grande expansion dans les années 1950 : c'est l'époque de la reconstruction, et les chantiers de voies ferrées se multiplient. Plusieurs secteurs sont créés, à Nantes, Bordeaux, Le Havre, etc. Durant ces mêmes années, l’entreprise s’exporte à l’étranger et réalise d’importants travaux.
En 1958, Desquenne et Giral devient une société anonyme au capital de 1,5 million de Francs. Albert Giral est nommé Président-directeur général et Pierre Desquenne Directeur général adjoint. Desquenne et Giral est alors la troisième entreprise de voies, derrière les entreprises familiales Dehé et Drouard.
Les suites rapides se développeront à la fin des années 1960 dans le but d’augmenter les cadences d’exécution des renouvellements de voies. Trois suites rapides seront créées : la première sera confiée à la société Drouard, la seconde à Dehé et la troisième à l’association Desquenne et Giral et Montcocol, qui créeront la société Pluto pour réaliser ces travaux.
En 1965, Pierre Desquenne prend sa retraite, et le 5 septembre 1971 Albert Giral meurt. Son fils, Jean-Louis Giral, entré dans l’entreprise depuis déjà plusieurs années, prend sa succession.
En 1975, prenant tous ses concurrents de vitesse, Desquenne et Giral rachète l’entreprise SECO en proie à des difficultés financières. En 1977, elle prend également le contrôle d’une autre entreprise de travaux ferroviaires, Verstraeten, qui intervient principalement dans la région parisienne, à la RATP et dans le Sud-Est de la France.

##### SECO/DG puis SECO/DGC
À la suite du rachat des entreprises SECO et Verstraeten, Desquenne et Giral devient une holding en 1978 et prend le nom de « Gestion Desquenne et Giral ». Elle rassemble l'ensemble de ses activités ferroviaires sous l’enseigne « Seco Desquenne et Giral », qui devient rapidement SECO/DG. SECO change par la même occasion de désignation et devient « Société d’Entretien et de Construction ». SECO/DG est alors la première entreprise de travaux ferroviaires de France.
À partir des années 1980, le groupe Desquenne et Giral diversifie ses activités grâce à l'acquisition de nombreuses d'entreprises dans différents domaines : bâtiment, travaux publics, forages, réseaux, automatismes, électricité, informatique industrielle, éditions. Les activités ferroviaires des entreprises Pressiat, rachetée en 1983, et RCFC, rachetée en 1989, sont intégrées à SECO/DG.
En décembre 1992, le groupe Desquenne et Giral se restructure autour de trois entités principales : « DG Construction » pour les activités de construction et travaux publics, « DG Industrie » pour les activités industrielles et « SECO/DG » pour les activités ferroviaires.
Au cours des années 1990, le groupe Desquenne et Giral poursuit ses acquisitions dans le domaine ferroviaire avec le rachat de VFRP (Voies Ferrées et Routières Parisiennes) et GITAR (Groupement Industriel des Techniques Avancées du Rail) en 1996. Le groupe se développe également à l’étranger avec les acquisitions de « Mawlaw 200 Limited » en 1993 au Royaume-Uni (renommée « Desquenne et Giral UK Limited ») et EFAC (Entreprise Ferroviaire et d’Accessoires) en 1994 en Belgique.
En mai 1997, lors d’une nouvelle restructuration du groupe, « DG Construction » est intégrée à SECO/DG qui devient SECO/DGC (SECO Desquenne et Giral Construction). Cette société se décompose en quatre départements : Voies ferrées, Génie Civil, Réseaux et Travaux souterrains.
La fin des années 1990 est difficile pour le groupe Desquenne et Giral. À l’exception des travaux ferroviaires qui représentent environ 35 % de l’activité, l’ensemble des activités est déficitaire et l’investissement devient quasi nul.

#### SECO-RAIL
Au début des années 2000, Jean-Louis Giral, proche de la retraite, recherche sans succès un repreneur pour son groupe. Au début de l'été 2000, le groupe Colas décide cependant d’acquérir l’ensemble des activités ferroviaires de Desquenne et Giral, ainsi que ses activités réseaux de voirie et réseaux divers, soit un peu plus de la moitié de l'activité du groupe. L'activité ferroviaire est représentée par : 
- En France : le département « voies ferrées » de SECO/DGC, les filiales VFRP et GITAR
- En Belgique : l'entreprise EFAC
- Au Royaume-Uni : l'entreprise « Desquenne et Giral UK Limited »

Dans l'optique de cette cession des activités ferroviaires au groupe Colas, l'ensemble des activités ferroviaires du groupe en France est rassemblé au sein de l'entreprise VFRP, qui est renommée SECO-RAIL. L’acquisition de SECO-RAIL par le groupe Colas est finalisée au début du mois d'octobre 2000. La filiale belge EFAC conserve son nom, tandis que la filiale anglaise est renommée SECO-RAIL Limited en avril 2001.
En mai 2006, SECO-RAIL acquiert l'entreprise Vecchietti basée à Véretz près de Tours, également spécialisée en travaux ferroviaires.

### Création de Colas Rail
En 2008, Colas Rail nait de la fusion de SECO-RAIL et de Spie Rail.
En 2022, dans le cadre du rachat d'Equans par le groupe Bouygues, Colas Rail est contraint de revendre sa filiale belge Colas Rail Belgium afin d'éviter une situation de monopole en Belgique.
Le 4 octobre 2022, Colas Rail annonce le rachat de l'entreprise familiale allemande Hasselmann, spécialisée dans la construction ferroviaire et basée en Thuringe. Cette dernière emploie environ 300 salariés pour un chiffre d'affaires de 70 millions d'euros.

## Organisation
La présence française de Colas Rail est assurée par 29 implantations. Mais l'entreprise est aussi présente dans plus de 20 pays notamment, au Royaume-Uni (via sa filiale Colas Rail Ltd), en Belgique (Colas Rail Belgium), en Pologne (Colas Rail Polska sp.zoo), Serbie, Croatie, Italie, Suisse, République Tchèque, Chili, Égypte, Maroc, Algérie, Tunisie, Guinée et en Asie (Indonésie, Malaisie et Vietnam et Singapour notamment), etc.

## Matériel roulant
Colas Rail utilise des engins différents en fonction des pays.
En 2018, 67 locomotives de l’entreprise circulant au Royaume-Uni et en France sont acquises par Beacon Rail. Cette entreprise de leasing de matériel roulant ferroviaire en reprend la propriété mais Colas Rail restera toutefois l'utilisateur de ces machines.